# Лютеранская миграция в Америку (1838—1839)
Лютеранская миграция в Америку 1838-1839 гг. была вызвана "юнионистской" политикой властей Пруссии, пытавшихся объединить различные ветви протестантизма в рамках единой общенациональной деноминации. Переселившиеся в результате этой миграции лютеране образовали в 1847 году конфессиональную деноминацию Лютеранская церковь — Миссурийский синод. 
Отправной точкой миграции стала Прусская уния, провозглашенная в честь юбилея Реформации в 1817 году. Против этого процесса выступил пастор из Моравии Мартин Стефан. К 1830 году возникла идея переселения в Америку, под которую в Дрездене было создано "Эмиграционное общество" (Auswanderungs Gesellschaft). К 1838 году желание переселиться в Америку выразили 707 немецких лютеран. В сентябре они двинулись в сторону Бремена. Для отправки в Америку было зафрахтовано пять судов: Copernicus, Johann Georg, Republik, Olbers и Amalia. В январе 1839 года четыре корабля вошли в порт Нового Орлеана (один корабль пропал без вести). На пароходе переселенцы поднялись вверх по Миссисипи до Сент-Луиса. В качестве места для колонии немецких лютеран был выбран округ Перри. В 1839 году Вальтер в небольшой хижине организовал колледж Конкордия. Духовным лидером колонии стал Мартин Стефан, который, однако, был низложен советом колонии 31 мая 1839 и отправлен в изгнание. Колонисты пребывали в подавленном состоянии, однако Вальтер смог приободрить их и консолидировать в деноминацию, позже получившую название «Лютеранская церковь — Миссурийский синод».